# 朱伟
朱偉（Zhu Wei，1966年—），中國當代水墨畫家。

## 簡介
朱偉1966年出生於中國北京，先後就學於解放軍藝術學院、北京電影學院、中國藝術研究院。1994年在廣州藝術博覽會上，朱偉被海外畫廊發掘，成為中國最早簽約畫廊的職業藝術家之一。
朱偉是第一位將工筆畫手法引進中國當代藝術領域的藝術家。在當年大量的中國新銳藝術家用油畫來做“政治波普”和“諷刺現實主義”作品時，他便開始探索傳統的工筆畫來表現當代中國的政治與社會生活的可能性。
朱偉的繪畫風格是人物形象怪誕，早期作品具有溫暖的荒謬感，晚近則達到淡然的狀態。其1997年創作的水墨作品《中國中國》被美國《時代週刊》等眾多雜誌刊載，被認為是詮釋中國前任領導人鄧小平的最佳肖像。由朱偉水墨畫稿改成的大型銅雕矗立在紐約曼哈頓麥迪森大道。

## 展覽
湖北美術館、以色列特拉維夫美術館、紐西蘭威靈頓美術館、北京今日美術館、美國威廉姆斯大學美術館、中國國家會議中心、中國國家畫院美術館、古巴國家美術館、比利時皇家博物館、希臘國家藝術中心、俄羅斯特列恰可夫國家美術館、南京博物院、美國麻塞諸塞州Art Complex博物館、美國三藩市亞洲藝術博物館、廣東美術館、深圳美术馆、英国阿什莫林艺术与考古博物馆、中国美术馆、法国巴黎大皇宫博物馆、新加坡MOCA当代美术馆、江苏美术馆等。

## 外部連結
- 朱偉：在野的藝術與生活，《Hi藝術》2012年12月刊[永久]
- 畫家朱偉的思想：執拗就是一種態度，《東方藝術·大家》2009年10月上半月刊
- 一邊聽搖滾，一邊畫工筆，《三聯生活週刊》2013年2月25日 （页面存档备份，存于）
- 朱偉作品欣賞，ARTLINKART （页面存档备份，存于）
- 雅昌藝術網朱偉官網